# LOVE ME DO (漫画)
『LOVE ME DO』（らぶみーどぅ）は新条るるの4コマ漫画作品。芳文社の雑誌『まんがタイムきらら』（月刊）で2002年の創刊号（7月号）から2005年9月号まで連載された。また、メディアックスの雑誌『まんがドカン小町』（創刊号のみで廃刊）にスピンオフ作品の『metal friends』が掲載された。

## 作品概要
杉浦譲治（通称:ジョージさん）は、幼な妻の愛（通称:アイ）に、結婚記念日のプレゼントとして“お手伝いさん”をねだられたので、人間そっくりの犬型メイドロボの門左衛門（通称:モンちゃん）を買ってきた。家事をこなすという点においては優秀なモンちゃんだが、人間味にも溢れすぎているために……？　「人生の基盤が『痴人の愛』（谷崎潤一郎）」と自ら述べる著者が、愛とは何であるかを読者に問い掛けつつ、3人の日常――それが理想的か否かは判断が分かれるが――を描く。

## 主な登場人物
杉浦愛（すぎうら あい）
通称:アイ。16歳（夫とは15歳差）。3月13日生まれ。血液型B型。身長150cm、体重40kg。
職業が何であるかを敢えて書くとすれば「専業主婦」になるが、実際には全ての家事をモンちゃんに任せ、自分は何もせずに毎日怠惰に過ごしている。近眼で、小さなゴミは気にならないので、掃除もしない。稀にジョージさんのために何か作ったかと思えば、途方もない対価を要求する（カレーを作って一戸建ての家を要求、バレンタインチョコでお礼50倍返し、など）。“悪魔のほほえみ”でジョージさんを元気付けるなど、夫を完全に手玉に取っている。
中学3年の冬に高校受験をしなくて済むようにと結婚を決意。担任に金持ちで嫁を募集している人を紹介してもらうよう頼み、ジョージさんと出会う。
金に異常に執着し「人生とはカネだ! カネが全て!!」という発言も。
テレビゲームは上手で、1と2しか出ないサイコロを手作りしたり、など手先は器用。本人曰く、自分の才能は社会的評価を受けないものでしか発揮できないという。
練乳はチューブから直接吸うほど大好き。
杉浦門左衛門（すぎうら もんざえもん）
通称:モンちゃん。7月26日製造。21世紀に発明された犬型メイドロボ。
ロボットであるということになっているが、実際の外見はもちろん、言語活動や行動も人間と殆ど変わらない。耳と尻尾があることだけが“犬型”であることを辛うじて示している。韓国製。エネルギー源は電池で、単3電池1本で10年は動くという。近所のホームセンターで特売品として680円（税抜）で売られていた。手足も頭部もバラバラにして、トランクに入れて持ち運べる。気温などのセンサーがあり寒暖を感知できるが、噴火口に飛び込んでも液体窒素で凍結させられても平気。泳ぐこともできるが、常に泳いでいないと重さで沈んでしまう。驚くと耳が動く。メモリ増設や機能拡張なども可能で、“目からビーム”もインターネットサイトからダウンロードして身に付けた。
第1話目から、初対面の2人に対して「金と過保護でつながる希薄な縁」と評する毒舌家。
肉じゃがなどの家庭料理が得意。車の運転も可能（ただし無免許）。マッサージや整体、足底療法などもできる。資産運用もこなし、ジョージさんの知らないうちに家の購入を可能にした。
連載が進むにつれ、誰も見ていないからと掃除をさぼろうとしたり、アイには安い梨（6個398円）を食べさせ自分は内緒で高価な梨（1個268円）を食べたりなど、着実に人間らしくなってきている。一方で、黒豆を完璧に作るために3日間不眠不休で調理に取り組んだり、下手なテレビゲームを全力で練習して家事を忘れるなど、何かに熱中することも多い。何も食べなくても平気、という設定だが、いつの間にか皆と一緒に食事をするのが普通になっている。
時折、「スイカ食べますイか?」などと駄洒落を発する。
杉浦譲治（すぎうら じょうじ）
通称:ジョージさん。31歳。10月30日生まれ。血液型O型。システムエンジニア。（「譲治」という名前は『痴人の愛』の主人公と同じ。）
面食い（ロリコン?）で、可愛いからという理由だけでアイと結婚した。妄想癖もある。本人曰く、アイの笑顔を見せられたら、罠だとわかっていても飛びこんでしまうとか。
本作品の不幸をすべて背負っており、アイからは常に様々なものを搾取されている。アイとモンちゃんが旅行に出掛けて自分は置き去りにされても、むしろ1人になったことの幸せを感じてしまうほど。
花粉症。スキーに行けば風邪を引いたり怪我をしたり、山に行けば熊に追われ、泳ぎに行けばクラゲが季節を問わず出る。しかし、スキーは国体に出た（本人曰く「出ただけ」）というだけあって得意でもある。
はなにゃん
杉浦家の隣に住む小説家（女性）。本名不明。かなり稼いでいるらしい。
レモン用の“うさ耳”を、本人が付けるのを嫌がるため、代わりにいつも付けている。
レモン
はなにゃんのボディーガード用ロボット。外見・言語活動・行動は人間の男性と変わらない。
モンちゃんよりも高性能らしく、“口からバズーカ砲”などの機能ももつ。但し、ボディーガードとして役に立っているとは言い難い。

## 書誌情報
- 単行本 - 芳文社から「まんがタイムKRコミックス」として刊行されている。
  1. 第1巻（2004年4月10日発行） ISBN 4-8322-7506-2
  2. 第2巻（2005年8月10日発行） ISBN 4-8322-7543-7